# Olympische Sommerspiele 1924/Fechten – Degen Mannschaft (Männer)
Der Mannschaftswettkampf der Männer im Degenfechten bei den Olympischen Spielen 1924 in Paris fand vom 6. bis zum 9. Juli 1924 im Vélodrome d’Hiver statt.

## Titelträger
| Olympiasieger | Italien (Allocchio, Bozza, Canova, Costantino, Marrazzi, A. Nadi, N. Nadi, Olivier, Thaon di Revel, Urbani) | Paris 1924 |

## Wettkampfformat
Der Wettkampf bestand aus vier Runden. In jeder Runde gab es mehrere Gruppen, in denen im Jeder-gegen-jeden-Format gefochten wurde.

## Zeitplan
| Datum                  | Runde         |
| ---------------------- | ------------- |
| Sonntag, 6. Juli 1924  | Achtelfinale  |
| Montag, 7. Juli 1924   | Viertelfinale |
| Dienstag, 8. Juli 1924 | Halbfinale    |
| Mittwoch, 9. Juli 1924 | Finale        |

## Mannschaften
| Argentinien                                                                                                | Belgien                                                                                     | Dänemark | Frankreich                                                                                     |
| --- | ------------------------------------------------------------------------------------------- | --- | ---------------------------------------------------------------------------------------------- |
| Luis Lucchetti Pedro Nazar Wenceslao Paunero Cipriano Pons                                                 | Paul Anspach Joseph De Craecker Fernand de Montigny Charles Delporte Ernest Gevers Léon Tom | Jens Berthelsen Ivan Osiier Peter Ryefelt Viggo Stilling-Andersen                                                                  | Georges Buchard Roger Ducret Lucien Gaudin André Labatut Alexandre Lippmann Georges Tainturier |
| Griechenland                                                                                               | Großbritannien                                                                              | Italien | Kuba                                                                                           |
| Kostas Kotzias Konstantinos Nikolopoulos Tryfon Triantafyllakos                                            | Charles Biscoe David Craig Robert Frater Martin Holt Robert Montgomerie Barry Notley        | Giulio Basletta Marcello Bertinetti Giovanni Canova Vincenzo Cuccia Virgilio Mantegazza Oreste Moricca                             | Eduardo Alonso Ramón Fonst Alfonso López Ramíro Mañalich Osvaldo Miranda Salvador Quesada      |
| Niederlande                                                                                                | Norwegen                                                                                    | Portugal | Schweden                                                                                       |
| Wouter Brouwer Jan de Beaufort Arie de Jong Willem van Blijenburgh Pieter van Boven Henri Wijnoldy-Daniëls | Sigurd Akre-Aas Johan Falkenberg Raoul Heide Frithjof Lorentzen                             | Henrique da Silveira António de Menezes Mário de Noronha Paulo d’Eça Leal Rui Mayer Jorge de Paiva Frederico Paredes António Leite | Gustaf Dyrssen Carl Gripenstedt Nils Erik Hellsten Gustaf Lindblom Bertil Uggla                |
| Schweiz | Spanien                                                                                     | Uruguay | Vereinigte Staaten                                                                             |
| John Albaret Constantin Antoniades Eugène Empeyta Frédéric Fitting Henri Jacquet                           | Félix de Pomés Juan Delgado Diego Díez Diego García Jesús López de Lara Miguel Zabalza      | Héctor Belo Santos Ferreira Domingo Mendy Conrado Rolando                                                                          | George Breed George Calnan Arthur Lyon Allen Milner William Russell Leon Shore Donald Waldhaus |

## Ergebnis

### Achtelfinale

#### Gruppe A
| Rang | Nation   | Mannschaft | Mannschaft  | Einzelkämpfe | Einzelkämpfe | Anm. |
| Rang | Nation   | Siege      | Niederlagen | Siege        | Niederlagen  | Anm. |
| ---- | -------- | ---------- | ----------- | ------------ | ------------ | ---- |
| 1    | Spanien  | 1,5        | 0,5         | 17           | 15           | Q    |
| 2    | Italien  | 1          | 1           | 16           | 16           | Q    |
| 3    | Norwegen | 0,5        | 1,5         | 15           | 17           |      |

#### Gruppe B
| Rang | Nation         | Mannschaft | Mannschaft  | Einzelkämpfe | Einzelkämpfe | Anm. |
| Rang | Nation         | Siege      | Niederlagen | Siege        | Niederlagen  | Anm. |
| ---- | -------------- | ---------- | ----------- | ------------ | ------------ | ---- |
| 1    | Belgien        | 1          | 0           | 11           | 5            | Q    |
| 2    | Großbritannien | 1          | 0           | 9            | 7            | Q    |
| 3    | Argentinien    | 0          | 2           | 12           | 20           |      |

#### Gruppe C
| Rang | Nation             | Mannschaft | Mannschaft  | Einzelkämpfe | Einzelkämpfe | Anm. |
| Rang | Nation             | Siege      | Niederlagen | Siege        | Niederlagen  | Anm. |
| ---- | ------------------ | ---------- | ----------- | ------------ | ------------ | ---- |
| 1    | Frankreich         | 1          | 0           | 13           | 3            | Q    |
| 2    | Vereinigte Staaten | 1          | 0           | 9            | 7            | Q    |
| 3    | Schweden           | 0          | 2           | 10           | 22           |      |

#### Gruppe D
| Rang | Nation      | Mannschaft | Mannschaft  | Einzelkämpfe | Einzelkämpfe | Anm. |
| Rang | Nation      | Siege      | Niederlagen | Siege        | Niederlagen  | Anm. |
| ---- | ----------- | ---------- | ----------- | ------------ | ------------ | ---- |
| 1    | Portugal    | 2          | 1           | 26           | 22           | Q    |
| 2    | Niederlande | 2          | 1           | 26           | 22           | Q    |
| 3    | Uruguay     | 1          | 2           | 22           | 26           |      |
| 4    | Dänemark    | 1          | 2           | 22           | 26           |      |

#### Gruppe E
| Rang | Nation       | Mannschaft | Mannschaft  | Einzelkämpfe | Einzelkämpfe | Anm. |
| Rang | Nation       | Siege      | Niederlagen | Siege        | Niederlagen  | Anm. |
| ---- | ------------ | ---------- | ----------- | ------------ | ------------ | ---- |
| 1    | Schweiz      | 1          | 0           | 12           | 4            | Q    |
| 2    | Kuba         | 1          | 0           | 9            | 7            | Q    |
| 3    | Griechenland | 0          | 2           | 11           | 21           |      |

### Viertelfinale

#### Gruppe A
| Rang | Nation         | Mannschaft | Mannschaft  | Einzelkämpfe | Einzelkämpfe | Anm. |
| Rang | Nation         | Siege      | Niederlagen | Siege        | Niederlagen  | Anm. |
| ---- | -------------- | ---------- | ----------- | ------------ | ------------ | ---- |
| 1    | Portugal       | 2          | 0           | 23           | 9            | Q    |
| 2    | Spanien        | 2          | 0           | 20           | 12           | Q    |
| 3    | Kuba           | 0          | 2           | 12           | 20           |      |
| 4    | Großbritannien | 0          | 2           | 9            | 23           |      |

#### Gruppe B
| Rang | Nation             | Mannschaft | Mannschaft  | Einzelkämpfe | Einzelkämpfe | Anm. |
| Rang | Nation             | Siege      | Niederlagen | Siege        | Niederlagen  | Anm. |
| ---- | ------------------ | ---------- | ----------- | ------------ | ------------ | ---- |
| 1    | Belgien            | 1          | 0           | 13           | 3            | Q    |
| 2    | Vereinigte Staaten | 1          | 0           | 8            | 8            | Q    |
| 3    | Schweiz            | 0          | 2           | 11           | 21           |      |

#### Gruppe C
| Rang | Nation      | Mannschaft | Mannschaft  | Einzelkämpfe | Einzelkämpfe | Anm. |
| Rang | Nation      | Siege      | Niederlagen | Siege        | Niederlagen  | Anm. |
| ---- | ----------- | ---------- | ----------- | ------------ | ------------ | ---- |
| 1    | Frankreich  | 1          | 0           | 13           | 3            | Q    |
| 2    | Italien     | 1          | 0           | 10           | 6            | Q    |
| 3    | Niederlande | 0          | 2           | 9            | 23           |      |

### Halbfinale

#### Gruppe A
| Rang | Nation             | Mannschaft | Mannschaft  | Einzelkämpfe | Einzelkämpfe | Anm. |
| Rang | Nation             | Siege      | Niederlagen | Siege        | Niederlagen  | Anm. |
| ---- | ------------------ | ---------- | ----------- | ------------ | ------------ | ---- |
| 1    | Frankreich         | 1          | 0           | 10           | 6            | Q    |
| 2    | Portugal           | 1          | 0           | 10           | 6            | Q    |
| 3    | Vereinigte Staaten | 0          | 2           | 12           | 20           |      |

#### Gruppe B
| Rang | Nation  | Mannschaft | Mannschaft  | Einzelkämpfe | Einzelkämpfe | Anm. |
| Rang | Nation  | Siege      | Niederlagen | Siege        | Niederlagen  | Anm. |
| ---- | ------- | ---------- | ----------- | ------------ | ------------ | ---- |
| 1    | Italien | 1          | 0           | 10           | 6            | Q    |
| 2    | Belgien | 1          | 0           | 9            | 7            | Q    |
| 3    | Spanien | 0          | 2           | 13           | 19           |      |

### Finale
| Rang | Nation     | Mannschaft | Mannschaft  | Einzelkämpfe | Einzelkämpfe |
| Rang | Nation     | Siege      | Niederlagen | Siege        | Niederlagen  |
| ---- | ---------- | ---------- | ----------- | ------------ | ------------ |
| 1    | Frankreich | 3          | 0           | 29           | 17           |
| 2    | Belgien    | 2          | 1           | 25           | 22           |
| 3    | Italien    | 1          | 2           | 21           | 26           |
| 4    | Portugal   | 0          | 3           | 18           | 28           |